# Шэдоу (команда Формулы-1)
Шэдоу (англ. Shadow Racing Cars) — гоночная команда Формулы-1 и автоспорта, основана и первоначально базировалась в Соединённых Штатах, хотя позже операции по Формуле-1 проводились с британской базы в Нортхэмптоне. Команда имела американскую лицензию с 1973 по 1975 год и британскую лицензию с 1976 по 1980 год, став таким образом первым конструктором, официально изменившим свою «национальность». Их единственная победа в Формуле-1 на Гран-при Австрии 1977 года была одержана уже под британским флагом.
Название Shadow было возрождено Бернардо Манфре в 2020 году как итальянский тюнинговый люксовый автомобильный бренд. Возрождённый бренд Shadow в настоящее время конкурирует в NASCAR Whelen Euro Series как швейцарская команда 42 Racing, в настоящее время выставляя машины № 17 Shadow DNM8 и № 42 Shadow DNM8.

## История

### 1968—1972: Ранние годы в серии CanAm
Компания была основана Доном Николсом в Калифорнии в 1968 году как «Advanced Vehicle Systems»; автомобили назывались Shadows, спроектированы Тревором Харрисом и вошли под баннером Shadow Racing Inc. Первые машины участвовали в серии CanAm с Джорджем Фоллмером и Виком Элфордом за рулём. Shadow Mk.1 отличался инновационным дизайном, используя очень маленькие колёса для низкого лобового сопротивления, и, хотя машина была быстрой, она не была самой надёжной[уточнить].
Команда стала более конкурентоспособной в следующем году, заменив автомобиль Харриса дизайном Питера Брайанта из-за некоторых элементов. «Титановый автомобиль» Ti22 с Джеки Оливером за рулём занял восьмое место в чемпионате CanAm. Команда также нашла некоторую финансовую поддержку от Universal Oil Products (UOP).
Shadow стали доминировать в укороченной[уточнить] серии 1974 года.

### 1973—1974: Дебют в Формуле-1
Ближе к концу 1972 года Николс объявил, что вводит свою команду в Формулу-1 с автомобилями, спонсируемыми UOP и разработанными Тони Саутгейтом. Саутгейт также разработал BRM, за рулём которого Жан-Пьер Бельтуаз одержал победу на Гран-при Монако в предыдущем году.
Команда дебютировала в Формуле-1 на Гран-при ЮАР 1973 года с шасси Shadow DN1. Два автомобиля были доступны для Оливера и Фоллмера, а также один для Грэма Хилла, который управлял своей машиной под баннером Embassy Hill.
На 1974 год команда наняла двух самых перспективных гонщиков того времени: американца Питера Ревсона и француза Жана-Пьера Жарье. Во время тренировки Гран-при ЮАР 1974 года Ревсон погиб из-за отказа подвески на своём DN3. Его сменил Том Прайс.

### 1975—1977: Пик успеха
Новый DN5 под управлением Жарье завоевал поул-позицию в двух первых Гран-при сезона 1975 года, но сошёл в обеих гонках. DN5 и большинство других автомобилей Shadow Formula One использовали двигатели Ford Cosworth DFV, которые производили около 490 л. с. Однако позже, в 1975 году, другой автомобиль, DN7, был оснащён двигателем Matra V12,производившим около 550 л. с. Колёсная база была существенно удлинена, чтобы вместить гораздо более крупную и дорогую французскую силовую установку, хотя из-за бюджетных проблем DN7 с двигателем Matra был обречён как одноразовый вариант. В том же году новый товарищ Жарье по команде Прайс выиграл гонку чемпионов, не являющуюся чемпионатом. Прайс погиб в результате несчастного случая с участием маршала на Гран-при ЮАР 1977 года. Маршал, Фредерик Янсен Ван Вуурен, бежал через трассу, чтобы потушить небольшой пожар на другой машине Shadow, и Прайс не смог избежать столкновения, потому что он был невидим за болидом Ханса-Йоахима Штука. Прайс врезался в Ван Вуурена на скорости, получил удар по голове и был убит огнетушителем, который нёс Ван Вуурен. Прежде чем машина Прайса, наконец, остановилась, она ударила Ligier Жака Лаффита, в результате чего обе машины врезались в барьеры. Травмы Ван Вуурена были очень серьёзными.
Команда заменила Прайса Аланом Джонсом, который в том же году добыл единственную победу для команды на Гран-при Австрии.

### 1978—1980: Упадок и расформирование
После сезона 1977 года команда вошла в резкий упадок. Джонс ушёл, чтобы присоединиться к Уильямсу в 1978 году. В тот же период большинство их сотрудников и их спонсор Франко Амбросио ушли, чтобы сформировать свою команду «Эрроуз», взяв с собой молодого Риккардо Патрезе. Несмотря на спонсорскую поддержку со стороны фирмы Villiger Tobacco и подписание опытных гонщиков Клея Регаццони и Ханса-Йоахима Штука в сезоне 1978 года, результаты были плохими. В 1980 году команда была поглощена командой Theodore Racing.

### 2020—н.в.: Возрождение и участие в серии NASCAR
В 2020 году, через 40 лет после того, как Shadow последний раз участвовали в гонках Формулы-1, было объявлено, что название Shadow Racing Cars будет возрождено итальянским предпринимателем и гонщиком Бернардо Манфре. Возрождённая Shadow объявила о планах разработать гиперкар под названием Hypercar Shadow и модифицированный вариант Dodge Challenger, известный как Dodge Challenger Shadow DNB8 (позже переименованный в Shadow DNM8). Shadow Racing Cars также заявились в серию NASCAR Whelen Euro в 2020 году под знаменем швейцарской команды 42 Racing (пилоты: Филдинг Манфре в № 17 Ford Mustang, Луиджи Феррара и Франческо Гаристо в № 42 Ford Mustang). В то время как команда изначально должна была участвовать в полном сезоне, она пропустила вторую половину сезона после того, как члены Shadow Team дали положительный результат на COVID-19 перед NASCAR GP Croatia в Риеке и Valencian Super Speedweek в Валенсии. Команда вернулась в 2021 году с шасси на базе Shadow DNM8.